# Christer Laurén
Christer Laurén   (Hèlsinki, 3 de juliol de 1942 - 19 de setembre de 2022) fou un lingüista i professor universitari finlandès.
Graduat en llengües a la Universitat Åbo Akademi el 1961 i doctorat en filosofia el 1972, és professor emèrit del Departament de Llengües Escandinaves de la Universitat de Vaasa, de la Facultat d'Humanitats de la qual ha estat degà, en diversos períodes a partir del 1971, i vicerector entre el 1990 i 1994. Ha centrat els seus estudis en l'aprenentatge de segones llengües, en particular els sistemes basats en la immersió lingüística, que el portà a conèixer a fons el programa aplicat a Catalunya i a col·laborar amb l'administració catalana. Ha estat impulsor de l'Institut Europeu de Programes d'Immersió el 1991. La seva recerca se centra també en el camp de la terminologia, interès que el 1991 el convertí en un dels fundadors de l'Institut Internacional per a la Recerca Terminològica, amb seu a Viena. Ha fet també aportacions en icònica i en llenguatge especialitzat, i també en l'estudi dels conflictes entre les llengües nacionals i l'anglès com a llengües de les arts i les ciències.
Christer Laurén és membre d'importants societats de recerca, com la Royal Skittean Research Society de Suècia o la Royal Norwegian Research Society. Des del 2014 és membre corresponent de l'Institut d'Estudis Catalans. L'any 2018 rebé el Premi Internacional Ramon Llull de catalanística i diversitat lingüística.

## Publicacions[1]
- Special Language. From Humans Thinking to Thinking Machines (1989)
- From Office to School. Special Language and Internationalisation (1989)
- Canadian French and Finland Swedish. Minority Languages with Outside Standards, Regionalisms, and Adstrata (1983)
- Immersion Programs in Catalonia and Finland. A Comparative Analysis, amb Josep Maria Artigal (1992)
- Immersione linguistica per una futura Europa (1996)
- El programa d'immersió. Una via cap al multilingüisme. L'experiència catalana (1995)